# Gratiola
Gratiola L., 1753 è un genere di piante erbacee o arbustive della famiglia delle Plantaginaceae.

## Etimologia
Il nome del genere deriva dalla parola latina "gratia" (= gradevolezza, piacevolezza, amabilità) con riferimento alle qualità medicinali delle piante di questo genere.
Il nome scientifico è stato definito da Linneo (1707 – 1778), il padre della moderna classificazione scientifica degli organismi viventi, nella pubblicazione "Species Plantarum - 1: 17" del 1753.

## Descrizione

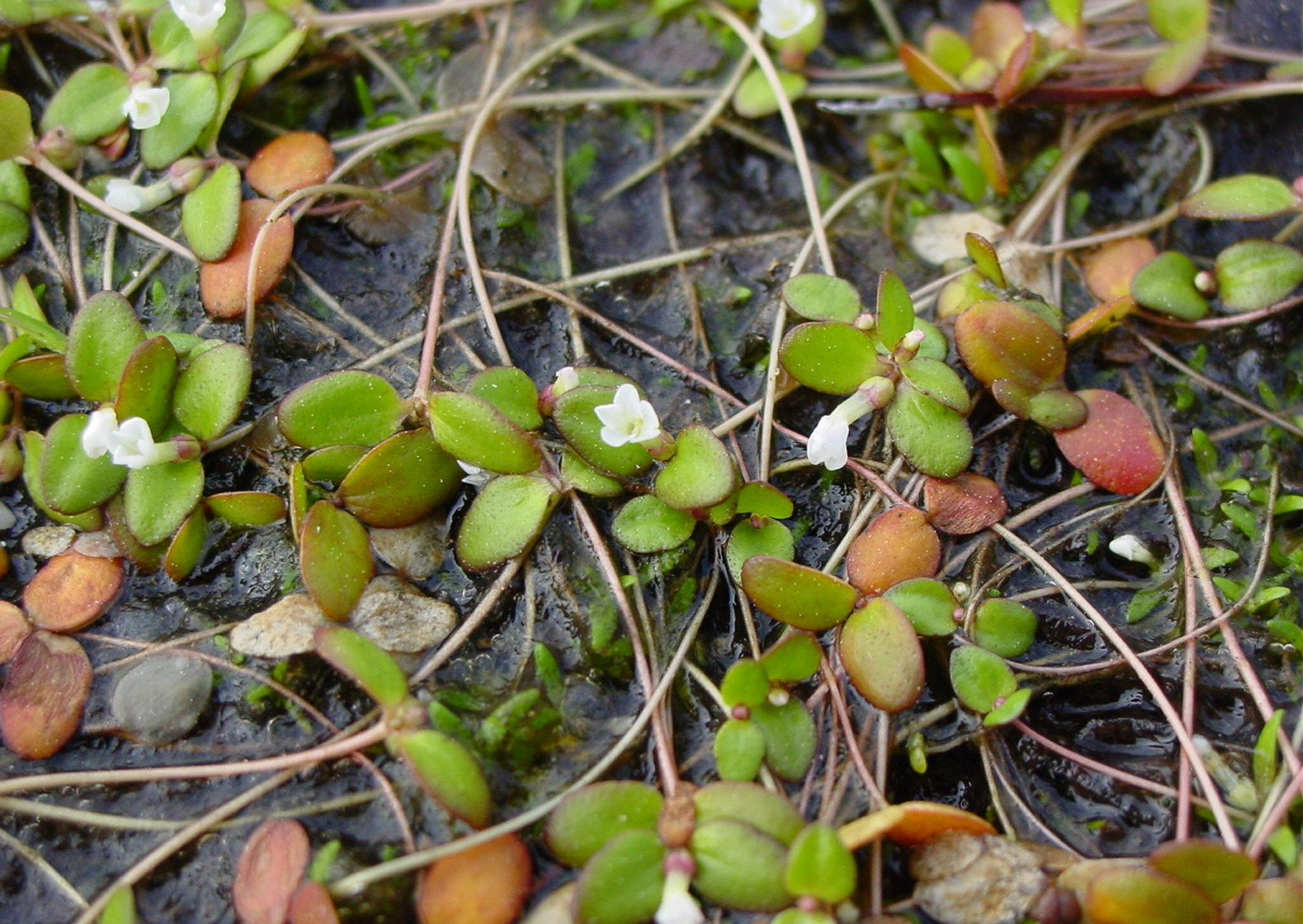
Il portamento
Gratiola amphiantha

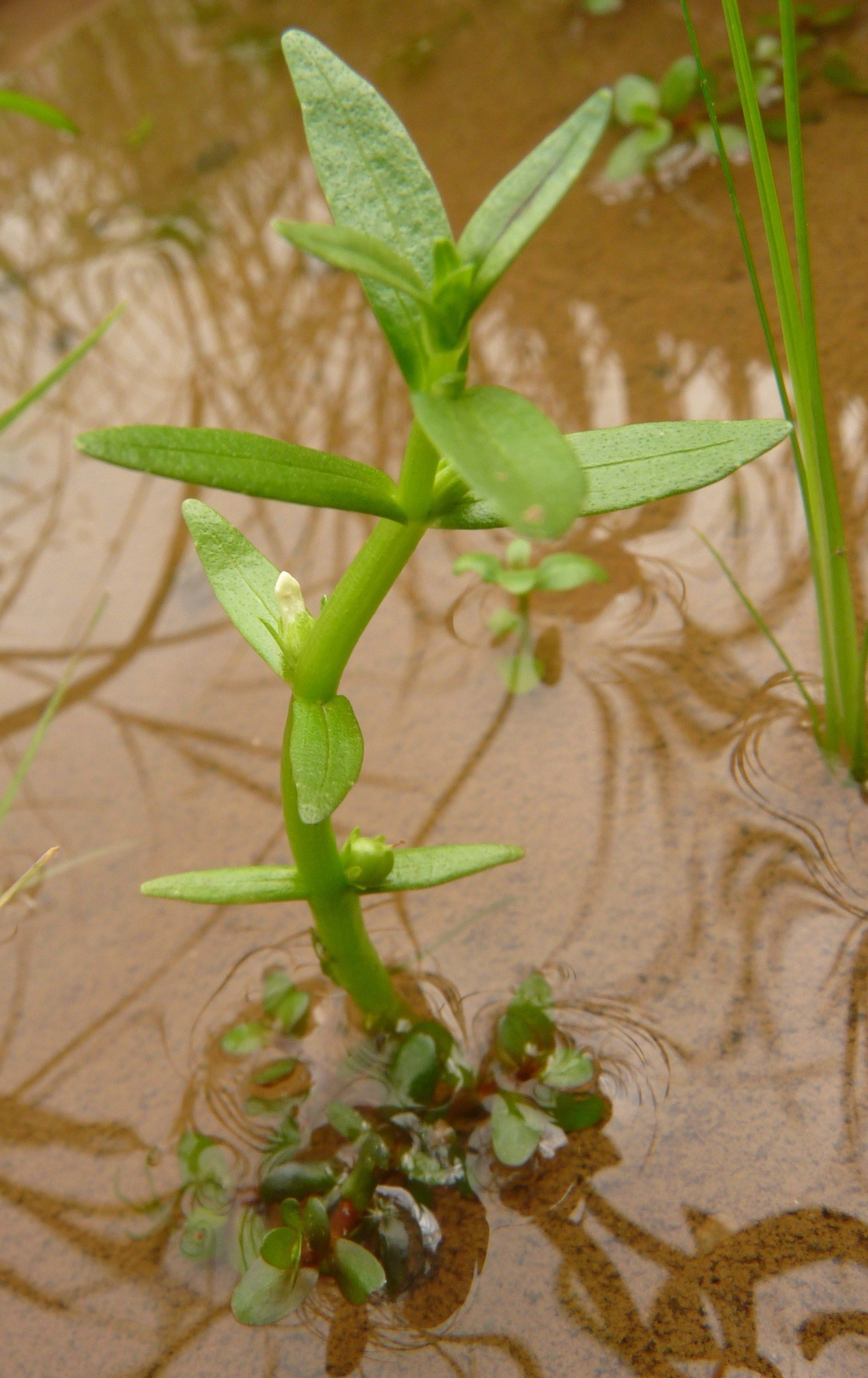
Le foglie
Gratiola japonica

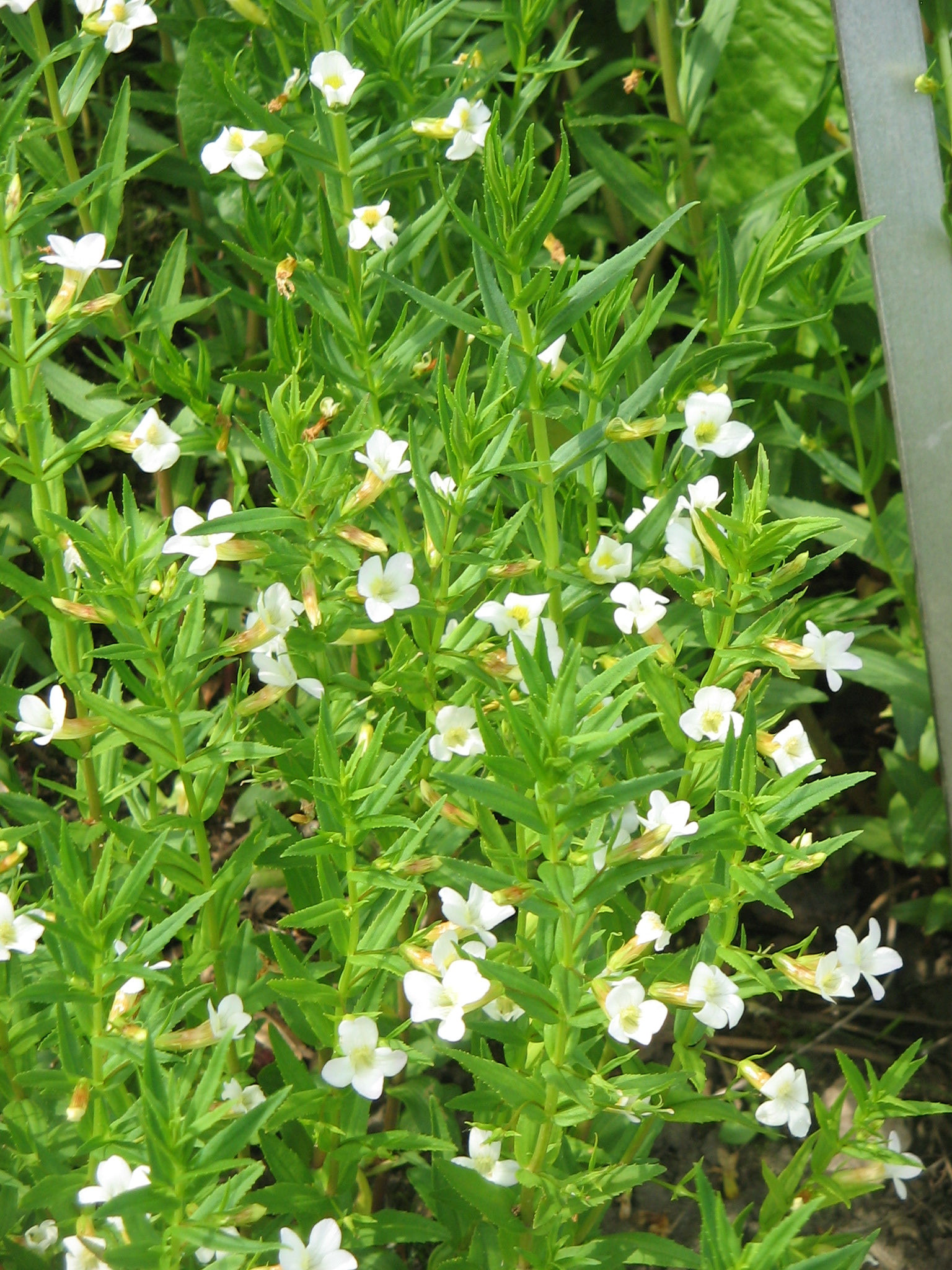
Infiorescenza
Gratiola officinalis

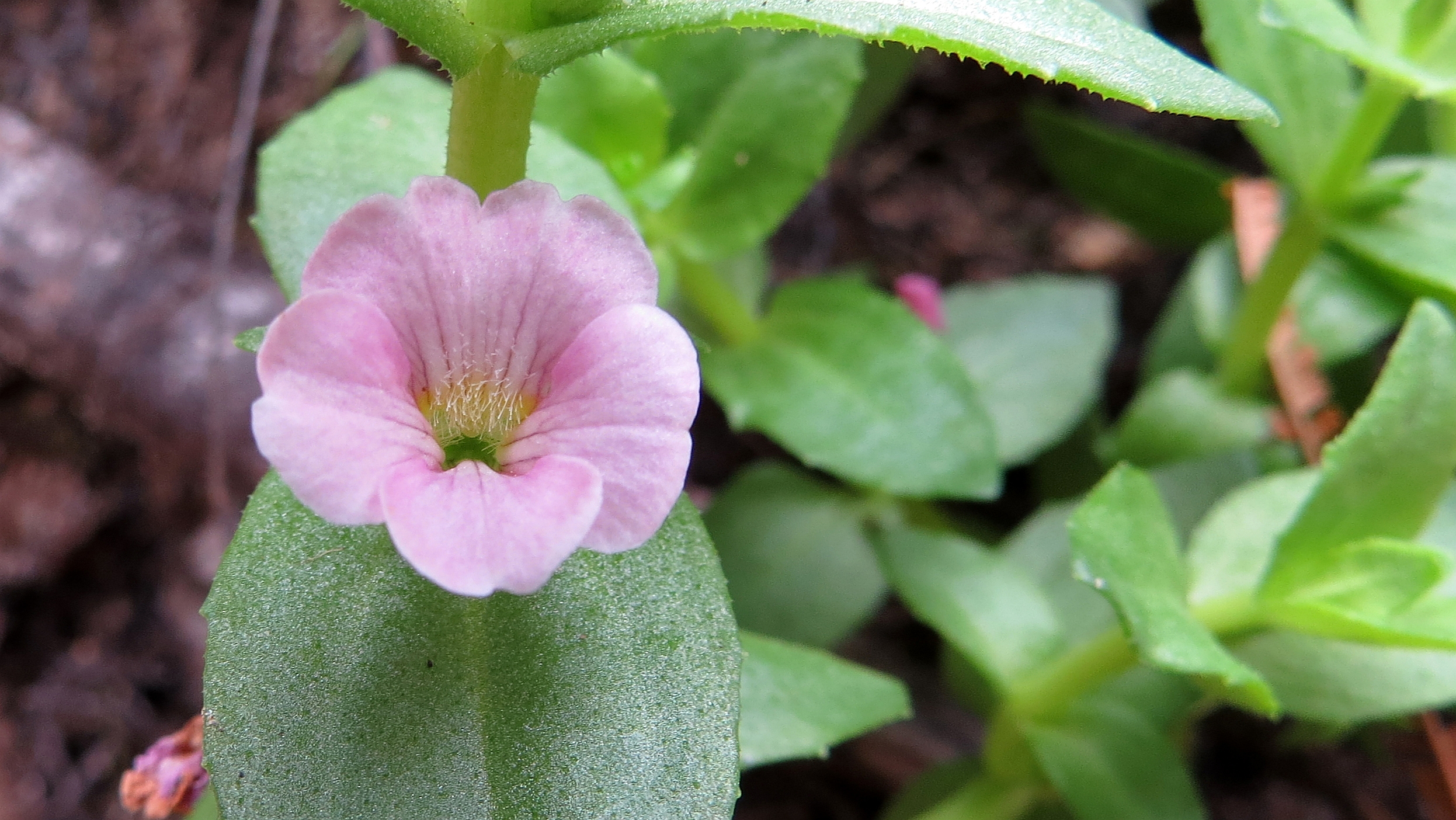
I fiori
Gratiola peruviana

Queste piante non sono molto alte. In genere la forma biologica è emicriptofita scaposa (H scap), ossia in generale sono piante erbacee, a ciclo biologico perenne, con gemme svernanti al livello del suolo e protette dalla lettiera o dalla neve e sono dotate di un asse fiorale eretto e spesso privo di foglie. Sono presenti anche specie a ciclo biologico annuale, altre sono succulente. La superficie può essere glabra o viscido-pubescente.

### Radici
Le radici normalmente sono secondarie da rizoma.

### Fusto
La parte sotterranea del fusto può consistere in un rizoma; quella epigea in genere ha un portamento da prostrato a ascendente oppure è eretta. La sezione del fusto è quadrangolare a causa della presenza di fasci di collenchima posti nei quattro vertici. 

### Foglie
Le foglie sono in genere sessili e lungo il caule hanno una disposizione opposta. La lamina ha una forma da lineare-lanceolata a ovoide con base tronca e apice acuto. I margini sono dentellati (i dentelli sono arrotondati). Le nervature sono 3 o 5 longitudinali. 

### Infiorescenza
Le infiorescenze sono formate da fiori solitari, distintamente pedicellati e posizionati all'ascella delle foglie superiori. In genere sono presenti due bratteole di tipo fogliaceo alla base del calice. 

### Fiore
- Formula fiorale:

X o * K (4-5), [C (4) o (2+3), A 2+2 o 2], G (2), capsula.
- Il calice, gamosepalo, è formato da un tubo campanulato, lievemente ricurvo, terminante con 5 profondi lobi più o meno subuguali. I lobi hanno delle forme da triangolari-allungate a lacinie. I lobi possono essere embricati.
- La corolla, gamopetala e zigomorfa, è formata da un tubo cilindrico, terminante con due labbra più o meno uguali (corolla bilabiata) e fauci aperte. Il labbro superiore è intero oppure bidentato e in genere con due lobi, quello inferiore è trifido (3 lobi). I lobi sono arrotondati e patenti. L'interno della corolla è peloso-ghiandoloso. Il colore della corolla è violetto alle fauci e violetto pallido sul tubo oppure è bianco o giallo.
- L'androceo è formato da 2 stami inclusi nel tubo corollino (gli altri due stami sono o ridotti da filiformi a staminoidi - possono anche essere mancanti). I filamenti sono adnati alla corolla (inseriti sul lato superiore del tubo della corolla). Le antere hanno due teche parallele, separate o contigue con connettivo arrotondato.
- Il gineceo è bicarpellare (sincarpico - formato dall'unione di due carpelli connati). L'ovario è supero, biloculare con forme da ellissoidi a globose o ovoidi. Gli ovuli per loculo sono numerosi, hanno un solo tegumento e sono tenuinucellati (con la nocella, stadio primordiale dell'ovulo, ridotta a poche cellule).[13]. Lo stilo filiforme ha uno stigma da bilamellare a bilobo. Il disco nettarifero è presente.

### Frutti
I frutti sono delle capsule da globose a obcuneate a base quadrata con 4 valve a deiscenza loculicida e setticida (si separano dall'asse placentale). I semi sono numerosi con teste colorate di nero o marrone scuro, con superfici striate e con coste longitudinali (con reticoli trasversali).

## Biologia
Le specie di questo raggruppamento si riproducono per impollinazione tramite insetti quali imenotteri, lepidotteri o ditteri (impollinazione entomogama), ovvero tramite il vento (impollinazione anemogama)..
La dispersione dei semi avviene inizialmente a causa del vento (dispersione anemocora); una volta caduti a terra sono dispersi soprattutto da insetti tipo formiche (mirmecoria).

## Distribuzione e habitat
La distribuzione delle specie di questo genere è nordamericana, europea e asiatica (verso l'area tropicale anche a quote alte). L'habitat preferito sono le zone umide che si trovano nelle regioni temperate.
Solamente una specie di questo genere presente sul territorio italiano si trovano anche sulle Alpi. Qui di seguito sono elencati alcuni dati relativi all'habitat, al substrato e alla distribuzione di questa specie:.
- Gratiola officinalis L., 1753:

Comunità vegetale: delle macro- e delle megaforbie terrestri.
Piani vegetazionali: collinare e montano.
Substrato: sia calcareo che siliceo.
Livello pH: neutro.
Livello trofico: medio.
Umidità ambientale: bagnata.
Habitat:  l'habitat tipico per questa specie sono i prati umidi e le palustri, ma anche le rive dei corsi d'acqua.
Zona alpina: più o meno tutto l'arco alpino.

## Tassonomia
La famiglia Plantaginaceae comprende 12 tribù, 105 generi e oltre 1 800 specie.
Il numero cromosomico delle specie del genere è: 2n = 16 e 32.

### Specie
Per questo genere sono riconosciute valide le seguenti specie:
- Gratiola amphiantha D.Estes & R.L.Small
- Gratiola aurea Pursh
- Gratiola bogotensis Cortés ex Pennell
- Gratiola brevifolia Raf.
- Gratiola concinna Colenso
- Gratiola ebracteata Benth. ex A.DC.
- Gratiola floridana Nutt.
- Gratiola fluviatilis Koidz.
- Gratiola graniticola D.Estes
- Gratiola griffithii Hook.f.
- Gratiola heterosepala H.Mason & Bacigal.
- Gratiola hispida (Benth. ex Lindl.) Pollard
- Gratiola japonica Miq.
- Gratiola linifolia Vahl
- Gratiola lutea Raf.
- Gratiola mauretanica (Emb. & Maire) I.Soriano & T.Romero
- Gratiola nana Benth.
- Gratiola neglecta Torr.
- Gratiola officinalis L.
- Gratiola oresbia B.L.Rob.
- Gratiola pedunculata R.Br.
- Gratiola peruviana L.
- Gratiola pilosa Michx.
- Gratiola pubescens R.Br.
- Gratiola pumilo F.Muell.
- Gratiola quartermaniae D.Estes
- Gratiola ramosa Walter
- Gratiola sexdendata A.Cunn.
- Gratiola torreyi Small
- Gratiola virginiana L.
- Gratiola viscidula Pennell

### Filogenesi

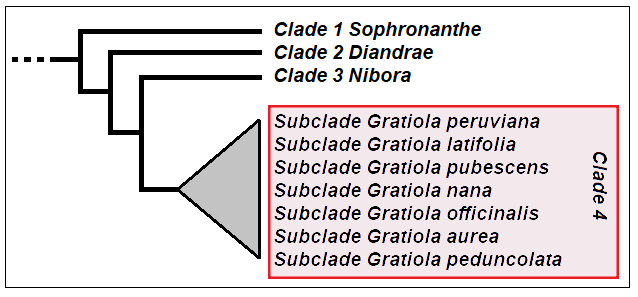
Cladogramma del genere

Storicamente questo genere ha fatto parte della famiglia Scrophulariaceae (secondo la classificazione ormai classica di Cronquist). In seguito è stato descritto anche all'interno della famiglia Veronicaceae. Attualmente con i nuovi sistemi di classificazione filogenetica (classificazione APG) è stato assegnato alla famiglia delle Plantaginaceae, sottofamiglia Gratioloideae (Benth.) Luerss., tribù Gratioleae Benth. e sottotribù Gratiolinae Benth..
All'interno della famiglia il genere Gratiola insieme a tutti gli altri generi della sottofamiglia Gratioloideae occupa, da un punto di vista filogenetico, una posizione "basale" (ossia sono stati i primi gruppi ad evolversi della famiglia Plantaginaceae circa 66 - 42 milioni di anni fa).
Recenti studi di tipo filogenetico sul DNA delle specie del genere Gratiola hanno dimostrato che il genere è monofiletico (Gratiola s.l.) se si includono i generi monotipo Amphianthus pusillus Torr., Fonkia uliginosa Phil., Sophronanthe hispida Benth. e Tragiola pilosa (Michx.) Small & Pennell. Gratiola è inoltre vicino (filogeneticamente) alle specie dei generi Hydrotriche e Limnophila del Vecchio Mondo attualmente descritti all'interno della sottotribù Dopatriinae considerata "gruppo fratello" della sottotribù Gratiolinae. Gli stessi studi hanno individuato, all'interno del genere, quattro cladi principali: "Diandrae", "Gratiola", "Nibora" e "Sophronanthe" che in gran parte corrispondono alle principali regioni biogeografiche nelle quali sono distribuite le specie di questo genere..
Il clade 1 "Sophronanthe" è fortemente supportato come gruppo monofiletico ed è in posizione "basale" e quindi "gruppo fratello" del resto del genere. Le sinapomorfie di questo gruppo sono: un particolare tipo di radici (a chioma), la presenza di svernamenti, rami rigidi, indumento irsuto non ghiandolare, foglie rigide con margini revoluti e ispessiti, facce papillose delle foglie, dimensioni non uniformi dei sepali dei calici, teche parallele e antere orientate verticalmente, il tessuto connettivo delle antere non dilatato, valvole delle capsule dei frutti indurite e bifide e infine semi con pareti radiali sottili e pareti tangenziali con diverse creste sinuose.
Anche il calde 2 Diandrae è supportato fortemente. Le specie di questo gruppo sono caratterizzate da un ciclo biologico annuo con stature in genere basse, radici fibroso-carnose, foglie con ghiandole e semi a forma ovoide e pareti tangenziali lisce sovrastante uno strato reticolato a nido d'ape.
Il clade 3 Nibora è "gruppo fratello" al clade Gratiola, "core" del genere. Le caratteristiche morfologiche condivise tra le specie di questo gruppo sono: spessi fusti succulenti con superfici glabre, radici fibroso-carnose, pedicelli corti e morbidi, capsule con forme globose a pareti sottili e semi con forme cilindrico-lineari.
Il clade 4 Gratiola è il "core" del genere e il gruppo più numeroso di specie. Al suo interno si possono individuare 7 sottocladi: Gratiola aurea, Gratiola officinalis, Gratiola peruviana, Gratiola nana, Gratiola pedunculata, Gratiola pubescens e Gratiola latifolia. Questi raggruppamenti non sono ancora risolti filogeneticamente per cui formano un ramo politotomico (diversi raggruppamenti sono stati fatti sulla condivisione di alcuni caratteri morfologici).
Tabella di dettaglio del genere:
| Clade                  | Subclade             | Specie | Distribuzione geografica            |
| ---------------------- | -------------------- | --- | ----------------------------------- |
| Clade 1 "Sophronanthe" |                      | G. pilosa G. hispida | Stati Uniti                         |
| Clade 2 "Diandrae"     |                      | G. flava G. neglecta G. floridana G. quartermaniae G. graniticola G. ebracteata G. heterosepala G. oresbia G. amphiantha | Nord America, Messico e Guatemala   |
| Clade 3 "Nibora"       |                      | G. virginiana G. japonica G. griffithii                                                                                  | America e Asia                      |
| Clade 4 "Gratiola"     | Gratiola peruviana   | G. peruviana G. uliginosa G. bogotensis G. uruguayensis                                                                  | Sud America                         |
| Clade 4 "Gratiola"     | Gratiola latifolia   | G. latifolia G. sexdentata G. nana (alcune sottospecie)                                                                  | Australia, Tasmania e Nuova Zelanda |
| Clade 4 "Gratiola"     | Gratiola pubescens   | G. pubescens | Australia e Tasmania                |
| Clade 4 "Gratiola"     | Gratiola nana        | G. nana (alcune sottospecie) G. concinna                                                                                 | Tasmania e Nuova Zelanda            |
| Clade 4 "Gratiola"     | Gratiola officinalis | G. officinalis G. linifolia                                                                                              | Eurasia                             |
| Clade 4 "Gratiola"     | Gratiola aurea       | G. aurea G. viscidula G. brevifolia G. ramosa                                                                            | Nord America                        |
| Clade 4 "Gratiola"     | Gratiola peduncolata | G. pedunculata G. pumilo                                                                                                 | Australasia                         |

Nota: nella tabella precedente non è inserita la specie Gratiola mauretanica recentemente ritrovata.

### Specie spontanee dell'Europa
Nell'areale europeo e del Mediterraneo sono presenti le seguenti specie:
- Gratiola linifolia Vahl, 1804 - Distribuzione: Penisola Iberica e Marocco
- Gratiola neglecta Torr., 1819 - Distribuzione: Finlandia
- Gratiola officinalis L., 1753 - Distribuzione: Europa centrale e meridionale dalla Penisola Iberica alla Russia compresa l'Anatolia

### Specie spontanee italiane
Una sola specie di questo genere è presente sul territorio italiano:
- Gratiola officinalis L., 1753 - Graziola officinale: l'altezza massima è di 5 dm; il ciclo biologico è perenne; la forma biologica è emicriptofita scaposa (H scap); il tipo corologico è Circumboreale o anche Eurasiatico; l'habitat tipico sono i prati umidi e le palustri, ma anche le rive dei corsi d'acqua.; la distribuzione sul territorio italiano è completa fino ad una altitudine di 800 m s.l.m..